# Георг фон Безелагер
Барон Георг фон Безелагер (нім. Georg Freiherr von Boeselager; нар. 25 серпня 1915, Кассель, Пруссія — пом. 29 серпня 1944, Ломжа, Генеральна губернія) — німецький воєначальник часів Третього Рейху, оберст кінноти (посмертно, 1944) Вермахту. Кавалер Лицарського хреста Залізного хреста з Дубовим листям та Мечами (посмертно, 1944).

## Біографія
В 1934 році поступив на службу в 15-й кавалерійський полк. З 26 серпня 1939 року — ордонанс-офіцер в штабі 6-го розвідувального батальйону, з 7 грудня 1939 року — командир 1-ї (кінної) роти батальйону. Учасник Польської і Французької кампаній, а також німецько-радянської війни. Восени і зимою 1941 року брав участь у наступі на Волзі, а потім у важких оборонних боях на північному сході від Ржева. 18 січня 1942 року відкликаний в тил і призначений викладачем тактики школи рухомих військ в  Крампніці. В серпні 1942 року відряджений викладачем тактики до навчального штабу кавалерійськийх частин в Румунію, де займався навчанням румунських офіцерів. 12 лютого 1943 року під його командуванням було сформоване  «кавалерійське з'єднання Безелагера», яке пізніше було розгорнуте в кавалерійський полк «Центр». Під час Курської битви полк Безелагера бився на Орловському напрямку, де його полк поніс великі втрати. 23 жовтня 1943 року був важко поранений. 17 липня 1944 року полк був розгорнутий в 3-тю кавалерійську бригаду. Безелагер був пов'язаний з учасниками Липневої змови: після вбивства Адольфа Гітлера Безелагер з частиною своєї бригади мав піти форсованим маршем на Берлін, де його кавалеристи склали б основу вірних змовникам військ. Після провалу змови ніхто із змовників під тортурами не згадав Безелагера. Загинув у бою, штурмуючи укріплення на Нарві.  

## Нагороди
- Медаль «За вислугу років у Вермахті» 4-го класу (4 роки)
- Залізний хрест
  - 2-го класу (1939)
  - 1-го класу (13 червня 1940)
- Лицарський хрест Залізного хреста з дубовим листям і мечами
  - лицарський хрест (18 січня 1941)
  - дубове листя (№53; 31 грудня 1941)
  - мечі (№114; 28 листопада 1944)
- Нагрудний знак «За участь у загальних штурмових атаках»
- Медаль «За зимову кампанію на Сході 1941/42»
- Нагрудний знак «За поранення» в сріблі
- Двічі відзначений у Вермахтберіхт

Військова кар'єра
- 1 квітня 1934 — фанен-юнкер
- 1 квітня 1936 — лейтенант
- 1 березня 1939 — обер-лейтенант
- 1 липня 1941 — ротмістр
- 1 червня 1943 — майор
- 1 грудня 1943 — оберст-лейтенант
- 31 серпня 1944 — оберст (посмертно)